# Măcrești (gmina Zăpodeni)
Măcrești – wieś w Rumunii, w okręgu Vaslui, w gminie Zăpodeni. W 2011 roku liczyła 175 mieszkańców.